# Rosario Martinelli
Rosario Giuseppe Martinelli – detto Rosa – (Gazzaniga, 11 ottobre 1941 – Lugano, 19 ottobre 2013) è stato un allenatore di calcio e calciatore italiano, di ruolo centrocampista.

## Carriera
Ha trascorso pressoché tutta la sua carriera da giocatore nello Zurigo per poi concluderla con la maglia del Chiasso.
Con il club zurighese ha vinto sei volte il campionato elvetico e cinque volte la coppa nazionale.

## Palmarès

### Competizioni nazionali
- Campionato svizzero: 6

Zurigo:1963, 1965-1966, 1967-1968, 1973-1974, 1974-1975, 1975-1976
- Coppa Svizzera: 5

Zurigo: 1965-1966, 1969-1970, 1971-1972, 1972-1973, 1975-1976